# 叶选基
叶选基（1940年—2015年11月26日 ），广东梅县人，叶剑英元帅侄子、开国上将吕正操的女婿。香港国叶集团董事会主席。曾任中信香港集团总经理，正天科技集团控股公司董事长。2015年11月26日病逝。

## 国叶集团
国叶集团为叶氏家族在港注册的旗舰公司，由叶选基担任董事会主席一职。

## 家庭
- 父亲是叶剑英元帅的弟弟叶道英，
- 夫人吕彤岩是开国上将吕正操之女。